# Fallia punctulata
Fallia punctulata is een keversoort uit de familie Discolomatidae. De wetenschappelijke naam van de soort is voor het eerst geldig gepubliceerd in 1902 door Sharp.